# دومنیک لامباردوتزی
دومنیکو لامباردوتزی (به انگلیسی: Domenico "Domenick" Lombardozzi) (زاده ۲۵ مارس ۱۹۷۶) بازیگر آمریکایی است. وی اخیراً در سریال پادشاهان فرار در نقش ری زانکانلی که یکی از شخصیت‌های اصلی سریال است، ظاهر شده‌است. از دیگر فیلم‌های معروفی که او در آن بازی کرده است، می‌توان به فریدم لند، جنون، عشق در زمان پول داشتن و جیب خدا اشاره کرد.